# Torre di Leandro
La torre di Leandro (in turco Kız Kulesi, sign. "Torre della ragazza") si trova su un isolotto all'ingresso sud del Bosforo, 200 m al largo della costa asiatica presso Scutari, ad Istanbul,Turchia

## Storia
Fu costruita in legno dall'imperatore Bizantino Alessio I nel 1110 per sbarrare l'ingresso del Bosforo con una catena di ferro tesa fra la torre stessa ed un'altra torre posta sulla spiaggia del quartiere di Manganae, a Costantinopoli.
Durante l'assedio di Costantinopoli del 1453, che portò alla conquista della città, la torre era presidiata da una guarnigione bizantina al comando del veneziano Gabriele Trevisano. Il fortilizio resistette ad alcuni assalti ottomani, ai quali fu consegnato dopo la presa della città.
Fu poi oggetto di numerosi restauri da parte degli ottomani, finché nel 1763 fu eretta in pietra. È chiamata Torre di Leandro perché associata erroneamente al mito di Ero e Leandro, che invece ebbe come teatro i vicini Dardanelli.